# Chlorovirus
Chlorovirus, auch Chlorellavirus genannt, ist eine Gattung von Viren mit doppelsträngigem DNA-Genom in der Familie der Phycodnaviridae. Sie gehört damit zum Phylum Nucleocytoviricota (alias Nucleocytoplasmic large DNA viruses, NCLDV).
Diese Gattung ist weltweit in Süßwasserumgebungen anzutreffen, wo mikroskopische Algen als natürliche Wirte dienen. Es gibt derzeit 19 Spezies in dieser Gattung, einschließlich der der ehemaligen Typusspezies Chlorovirus vanettense (mit Paramecium bursaria Chlorella virus 1). Der Wortbestandteil Chloro- ist abgeleitet von altgriechisch χλωρός chlōrós, deutsch ‚gelblich‘, ‚grün‘.
Das erste Chlorovirus wurde 1981 von Russel H. Meintz, James L. Van Etten, Daniel Kuczmarski, Kit Lee und Barbara Ang entdeckt, als sie versuchten, Chlorella-ähnliche Algen zu kultivieren. Während des Verfahrens wurden Viruspartikel (Virionen) in den Zellen 2 bis 6 Stunden nach der anfänglichen Isolierung entdeckt, gefolgt von der Lyse (Tod durch Auflösung der Wirtszelle) nach 12 bis 20 Stunden. Dieses Virus wird als HVCV-1 (Hydra viridis Chlorella virus 1) bezeichnet, da in dem Süßwasserpolyp Hydra viridis lebende einzellige Grünalgen (Zoochlorellen) infiziert wurden. Vor einiger Zeit wurde festgestellt, dass eine Spezies, das in Seen häufig vorkommende Spezies ATCV-1 (Acanthocystis turfacea chlorella virus 1), auch Menschen infiziert. Genauere Untersuchungen sind aber noch nötig. Es folgten neuere Studien über die Auswirkungen von Infektionen im Mausmodell.

## Systematik

### Innere Systematik
Das International Committee on Taxonomy of Viruses (ICTV) hat mit Stand 30. April 2024 (Master Species List #39v1) folgende Spezies anerkannt:
Gattung Chlorovirus
- Spezies Chlorovirus americanus mit Paramecium bursaria Chlorella virus NY2A (PBCV-NY2A)[14][15]
- Spezies Chlorovirus conductrix mit Paramecium bursaria Chlorella virus A1 (PBCV-A1)[14] mit Isolaten CVA-1, FR483,[16][15] MT325[17]
- Spezies Chlorovirus heliozoae mit Acanthocystis turfacea chlorella virus 1 (ATCV1, ATCV-1), assoziiert mit Acanthocystis turfacea[17][18][14][15]
- Spezies Chlorovirus illinoense mit Paramecium bursaria Chlorella virus IL3A (PBCV-IL3A, IL-3A)
- Spezies Chlorovirus newyorkense mit Paramecium bursaria Chlorella virus NYs1 (PBCV-NYs1)[14]
- Spezies Chlorovirus vanettense (ehem. Typus) mit Paramecium bursaria Chlorella virus 1 (PBCV-1), Hauptwirt Paramecium bursaria,[14][15][17] mit Isolat PBCV1 und Mutante CME6

Anders als früher werden vom ICTV nicht mehr geführt, da unzureichend charakterisiert:
- Spezies „Hydra viridis Chlorella virus 1“ (HVCV-1), Hauptwirt Hydra viridissima
- Spezies „Paramecium bursaria Chlorella virus AL1A“ (PBCV-AL1A)
- Spezies „Paramecium bursaria Chlorella virus AL2A“ (PBCV-AL2A)
- Spezies „Paramecium bursaria Chlorella virus BJ2C“ (PBCV-BJ2C)
- Spezies „Paramecium bursaria Chlorella virus CA4A“ (PBCV-CA4A)
- Spezies „Paramecium bursaria Chlorella virus CA4B“ (PBCV-CA4B)
- Spezies „Paramecium bursaria Chlorella virus NC1A“ (PBCV-NC1A)
- Spezies „Paramecium bursaria Chlorella virus NE8A“ (PBCV-NE8A)
- Spezies „Paramecium bursaria Chlorella virus SC1A“ (PBCV-SC1A)
- Spezies „Paramecium bursaria Chlorella virus XY6E“ (PBCV-XY6E)
- Spezies „Paramecium bursaria Chlorella virus XZ3A“ (PBCV-XZ3A)
- Spezies „Paramecium bursaria Chlorella virus XZ4A“ (PBCV-XZ4A)
- Spezies „Paramecium bursaria Chlorella virus XZ4C“ (PBCV-XZ4C)

Dazu kommen weitere Vorschläge, wie:
- Spezies „Acanthocystis turfacea Chlorella virus Br0604L“[19][1]
- Spezies „Acanthocystis turfacea Chlorella virus Can0610SP“[20][1]
- Spezies „Acanthocystis turfacea Chlorella virus Canal-1“[21][1]
- Spezies „Acanthocystis turfacea Chlorella virus GM0701.1“[22][1]
- Spezies „Acanthocystis turfacea Chlorella virus MO0605SPH “[23][1]
- Spezies „Acanthocystis turfacea Chlorella virus MN0810.1“[24][1]
- Spezies „Acanthocystis turfacea Chlorella virus NTS-1“[25][1]
- Spezies „Acanthocystis turfacea Chlorella virus NE-JV-2“[26][1]
- Spezies „Acanthocystis turfacea Chlorella virus NE-JV-3“[27][28]
- Spezies „Acanthocystis turfacea Chlorella virus OR0704.3“[29][1]
- Spezies „Acanthocystis turfacea Chlorella virus TN603“ (ATCV-TN603)[30][15]
- Spezies „Acanthocystis turfacea Chlorella virus TN603.4.2“[31][1]
- Spezies „Acanthocystis turfacea Chlorella virus WI0606“[32][1]
- Spezies „Paramecium bursaria Chlorella virus AN69C“ (alias „Chlorella virus AN69C“)[33][1]
- Spezies „Paramecium bursaria Chlorella virus AR158“ (PBCV-AR158)[34][15][1]
- Spezies „Paramecium bursaria Chlorella virus CZ-2“[35][28]
- Spezies „Paramecium bursaria Chlorella virus AP110A“[36][1]
- Spezies „Paramecium bursaria Chlorella virus Can18-4“[37][1]
- Spezies „Paramecium bursaria Chlorella virus CVB-1“[38][1]
- Spezies „Paramecium bursaria Chlorella virus CVG-1“[39][1]
- Spezies „Paramecium bursaria Chlorella virus CviKI“[40][1]
- Spezies „Paramecium bursaria Chlorella virus CVK2“ (PBCV-CVK2)[41][15]
- Spezies „Paramecium bursaria Chlorella virus CVM-1“[42][1]
- Spezies „Paramecium bursaria Chlorella virus CVR-1“[43][1]
- Spezies „Paramecium bursaria Chlorella virus CvsA1“[44][1]
- Spezies „Paramecium bursaria Chlorella virus CZ-2“[45][1]
- Spezies „Paramecium bursaria Chlorella virus Fr5L“[46][1]
- Spezies „Paramecium bursaria Chlorella virus IL-5-2s1“[47][1]
- Spezies „Paramecium bursaria Chlorella virus KS1B“[48][1]
- Spezies „Paramecium bursaria Chlorella virus MA-1D“[49][1]
- Spezies „Paramecium bursaria Chlorella virus MA-1E“[50][1]
- Spezies „Paramecium bursaria Chlorella virus MT325“ (PBCV-MT325)[41][15]
- Spezies „Paramecium bursaria Chlorella virus NE-JV-1“[51][1]
- Spezies „Paramecium bursaria Chlorella virus NE-JV-4“ mit Stamm NE-JV4[52][1]
- Spezies „Paramecium bursaria Chlorella virus NW665.2“[53][1]
- Spezies „Paramecium bursaria Chlorella virus NY-2B“[54][1]
- Spezies „Paramecium bursaria Chlorella virus NYs1“[55] mit Stamm NYs-1[1]
- Spezies „Paramecium bursaria Chlorella virus OR0704.2.2“[56][1]
- Spezies „Chlorella variabilis Virus NC64A“ (s. u.)
- Spezies „Chlorella variabilis Virus Syngen“ (s. u., Hauptwirt in der Gattung Chlorella)
- Spezies „Chlorella heliozoae Virus SAG“ (s. u.)
- Spezies „Only Syngen Nebraska virus 5“ (OSy-NE5)[57][1][17]

Phylogenetischer Baum nach Hao Chen et al. (2018):
|  | Acanthocystis turfacea chlorella virus 1 (ATCV1)    |
|  |                                                     |
|  | Paramecium bursaria chlorella virus A1 (PBCV CVA-1) |
|  |                                                     |

|  | Paramecium bursaria chlorella virus 1 (PBCV1)                                                                                                |
|  | |
|  | \| \| Paramecium bursaria chlorella virus NY2 (PBCV-NY2A) \| \| \| \| \| \| Paramecium bursaria chlorella virus NYs1 (PBCV NYs1) \| \| \| \| |
|  | |
|  | Paramecium bursaria chlorella virus NY2 (PBCV-NY2A)                                                                                          |
|  | |
|  | Paramecium bursaria chlorella virus NYs1 (PBCV NYs1)                                                                                         |
|  | |

|  | Paramecium bursaria chlorella virus NY2 (PBCV-NY2A)  |
|  |                                                      |
|  | Paramecium bursaria chlorella virus NYs1 (PBCV NYs1) |
|  |                                                      |

|  | Acanthocystis turfacea chlorella virus 1 (ATCV1)    |
|  |                                                     |
|  | Paramecium bursaria chlorella virus A1 (PBCV CVA-1) |
|  |                                                     |

|  | Paramecium bursaria chlorella virus 1 (PBCV1)                                                                                                |
|  | |
|  | \| \| Paramecium bursaria chlorella virus NY2 (PBCV-NY2A) \| \| \| \| \| \| Paramecium bursaria chlorella virus NYs1 (PBCV NYs1) \| \| \| \| |
|  | |
|  | Paramecium bursaria chlorella virus NY2 (PBCV-NY2A)                                                                                          |
|  | |
|  | Paramecium bursaria chlorella virus NYs1 (PBCV NYs1)                                                                                         |
|  | |

|  | Paramecium bursaria chlorella virus NY2 (PBCV-NY2A)  |
|  |                                                      |
|  | Paramecium bursaria chlorella virus NYs1 (PBCV NYs1) |
|  |                                                      |

Phylogenetischer Baum (Maximum-Likelihood) der Chloroviren (A) und ihrer Algenwirte (B) nach Van Etten at al. (2019) – als Outgroups dienten vier Ostreococcus-Virus-Sequenzen (Gattung Prasinovirus) in (A), Parachlorella-Arten in (B).
Das Kladogramm der Chloroviren (A) zeigt, dass die Gattung sich in die folgenden Kladen aufteilen lässt:
- NC64A-Viren (mit PBCV-1), Spezies Chlorovirus vanettense, sowie Chlorovirus illinoense
- SAG-Viren (mit ATCV-1), Spezies Chlorovirus heliozoae
- PBi-Viren (mit PBCV-A1), Spezies Chlorovirus conductrix
- NYs1-Viren (mit NYs-1), Spezies Chlorovirus newyorkense
- OSy-Viren (nur OSy-NE5)

### Äußere Systematik
Die aktuelle offizielle Systematik ordnet die Gattung Chlorovirus zusammen mit einigen anderen Algen parasitierenden Riesenviren der Familie Phycodnaviridae innerhalb der Ordnung Algavirales zu.
Neuere Phylogenien könne eine gewisse Verwandtschaft allerdings nur mit den Gattungen Prasinovirus und Raphidovirus bestätigen.
Für die Klade der Phycodnaviridae vom Chlorovirus-Typ (per Vorschlag =„Prasinoviridae“) ergibt sich nach Koonin et al. (2019) und Rolland et al. (2019, 2021), ein Stammbaum, in den sich die Dishui-Lake-Phycodnaviren nach Xu (2020) ebenfalls integrieren lassen:
|  | \| \| Prasinovirus (BpV1,[17] MpV1,[17] „DSLPV3“ …) \| \| \| \| \| \| „DSLPV2“ \| \| \| \| |
|  |                                                                                            |
|  | „DSLPV4“                                                                                   |
|  |                                                                                            |
|  | Prasinovirus (BpV1, MpV1, „DSLPV3“ …)                                                      |
|  |                                                                                            |
|  | „DSLPV2“                                                                                   |
|  |                                                                                            |

|  | Prasinovirus (BpV1, MpV1, „DSLPV3“ …) |
|  |                                       |
|  | „DSLPV2“                              |
|  |                                       |

|  | \| \| Prasinovirus (BpV1,[17] MpV1,[17] „DSLPV3“ …) \| \| \| \| \| \| „DSLPV2“ \| \| \| \| |
|  |                                                                                            |
|  | „DSLPV4“                                                                                   |
|  |                                                                                            |
|  | Prasinovirus (BpV1, MpV1, „DSLPV3“ …)                                                      |
|  |                                                                                            |
|  | „DSLPV2“                                                                                   |
|  |                                                                                            |

|  | Prasinovirus (BpV1, MpV1, „DSLPV3“ …) |
|  |                                       |
|  | „DSLPV2“                              |
|  |                                       |

|  | \| \| Prasinovirus (BpV1,[17] MpV1,[17] „DSLPV3“ …) \| \| \| \| \| \| „DSLPV2“ \| \| \| \| |
|  |                                                                                            |
|  | „DSLPV4“                                                                                   |
|  |                                                                                            |
|  | Prasinovirus (BpV1, MpV1, „DSLPV3“ …)                                                      |
|  |                                                                                            |
|  | „DSLPV2“                                                                                   |
|  |                                                                                            |

|  | Prasinovirus (BpV1, MpV1, „DSLPV3“ …) |
|  |                                       |
|  | „DSLPV2“                              |
|  |                                       |

|  | \| \| Prasinovirus (BpV1,[17] MpV1,[17] „DSLPV3“ …) \| \| \| \| \| \| „DSLPV2“ \| \| \| \| |
|  |                                                                                            |
|  | „DSLPV4“                                                                                   |
|  |                                                                                            |
|  | Prasinovirus (BpV1, MpV1, „DSLPV3“ …)                                                      |
|  |                                                                                            |
|  | „DSLPV2“                                                                                   |
|  |                                                                                            |

|  | Prasinovirus (BpV1, MpV1, „DSLPV3“ …) |
|  |                                       |
|  | „DSLPV2“                              |
|  |                                       |

|  | \| \| Prasinovirus (BpV1,[17] MpV1,[17] „DSLPV3“ …) \| \| \| \| \| \| „DSLPV2“ \| \| \| \| |
|  |                                                                                            |
|  | „DSLPV4“                                                                                   |
|  |                                                                                            |
|  | Prasinovirus (BpV1, MpV1, „DSLPV3“ …)                                                      |
|  |                                                                                            |
|  | „DSLPV2“                                                                                   |
|  |                                                                                            |

|  | Prasinovirus (BpV1, MpV1, „DSLPV3“ …) |
|  |                                       |
|  | „DSLPV2“                              |
|  |                                       |

|  | \| \| Prasinovirus (BpV1,[17] MpV1,[17] „DSLPV3“ …) \| \| \| \| \| \| „DSLPV2“ \| \| \| \| |
|  |                                                                                            |
|  | „DSLPV4“                                                                                   |
|  |                                                                                            |
|  | Prasinovirus (BpV1, MpV1, „DSLPV3“ …)                                                      |
|  |                                                                                            |
|  | „DSLPV2“                                                                                   |
|  |                                                                                            |

|  | Prasinovirus (BpV1, MpV1, „DSLPV3“ …) |
|  |                                       |
|  | „DSLPV2“                              |
|  |                                       |

|  | \| \| Prasinovirus (BpV1,[17] MpV1,[17] „DSLPV3“ …) \| \| \| \| \| \| „DSLPV2“ \| \| \| \| |
|  |                                                                                            |
|  | „DSLPV4“                                                                                   |
|  |                                                                                            |
|  | Prasinovirus (BpV1, MpV1, „DSLPV3“ …)                                                      |
|  |                                                                                            |
|  | „DSLPV2“                                                                                   |
|  |                                                                                            |

|  | Prasinovirus (BpV1, MpV1, „DSLPV3“ …) |
|  |                                       |
|  | „DSLPV2“                              |
|  |                                       |

|  | \| \| Prasinovirus (BpV1,[17] MpV1,[17] „DSLPV3“ …) \| \| \| \| \| \| „DSLPV2“ \| \| \| \| |
|  |                                                                                            |
|  | „DSLPV4“                                                                                   |
|  |                                                                                            |
|  | Prasinovirus (BpV1, MpV1, „DSLPV3“ …)                                                      |
|  |                                                                                            |
|  | „DSLPV2“                                                                                   |
|  |                                                                                            |

|  | Prasinovirus (BpV1, MpV1, „DSLPV3“ …) |
|  |                                       |
|  | „DSLPV2“                              |
|  |                                       |

Schwestergruppe dieser Klade – per Vorschlag Familie „Prasinoviridae“ – wäre dann die Gattung Raphidovirus, ebenfalls im Rang einer Familie (mit provisorischem Namen „AG_04“), zusammen bilden sie eine Klade Algavirales s. s.; andere bisherige Phycodnaviridae-Mitglieder (Gattungen Coccolithovirus, Phaeovirus) werden neuerdings zusammen mit den Gattungen bzw. vorgeschlagenen Gattungen Yaravirus, Medusavirus, „Pandoravirus“, „Mollivirus“, „Clandestinovirus“ (und anderen) verschiedenen Familien einer vorgeschlagenen Ordnung „Pandoravirales“ zugeordnet. Ein Kladogramm findet sich unter Phycodnaviridae §Kladogramm (Zhang).

## Ökologie
Chloroviren sind in Süßwasserumgebungen in allen Teilen der Welt weit verbreitet und wurden aus Süßwasserquellen in Europa, Asien, Australien sowie Nord- und Südamerika isoliert.

### Wirte
Zu den natürlichen Wirten der Chloroviren zählen verschiedene Arten einzelliger Chlorella-ähnlicher Algen, die Zoochlorellen genannt werden. Sie sind sehr spezies- und sogar stammspezifisch: Einzelne Virusspezies infizieren typischerweise nur Wirte einer bestimmten Linie (engl. strain). Diese Zoochlorellen bauen im Allgemeinen endosymbiotische Beziehungen zu größeren Protozoen (Protisten) und Wirbellosen (Invertebrata) des Süß- oder Salzwassers auf, beispielsweise:
- dem Grünen Pantoffeltierchen (Paramecium bursaria, ein Wimpertierchen – Ciliophora),
- der Grünen Hydra (Hydra viridissima alias H. viridis, Hydrozoa),[66]
- Acanthocystis turfacea (Hacrobia: Centroheliozoa, veraltet ‚Sonnentierchen‘, siehe auch Acanthocystis turfacea auf Microworld).[67]

Während ein einzelner Protist zu einem bestimmten Zeitpunkt bis zu mehrere hundert Algenzellen beherbergen kann, sind frei schwebende Algen sehr anfällig für Chloroviren, was darauf hindeutet, dass eine solche Endosymbiose eine Infektionsresistenz verleiht.
Kürzlich wurde auch festgestellt, dass Chloroviren Menschen infizieren. Die Möglichkeit einer Infektionen von Mäusen wird untersucht (s. u.).

### Vorkommen
Die Chlorovirus-Titer variieren je nach Jahreszeit und Ort. Aufgrund der reichen genetischen Vielfalt und der hohen Spezialisierung einzelner Virusspezies sind Abweichungen in ihrer Ökologie nicht ungewöhnlich. Dies führt zu spezifischen räumlich-zeitlichen Mustern, die letztendlich vom Lebensstil und der Art des Wirts abhängen. Bisherige Übersichtsdaten zeigten zwei hervorstechende saisonale Häufigkeitsspitzen: für Chlorella variabilis NC64A-Viren im Spätherbst und für Chlorella variabilis Syngen-Viren im späten Frühling bis Mitte des Sommers, was wahrscheinlich auf die Tatsache zurückzuführen ist, dass sie den Wirt gemeinsam haben. Umgekehrt erreichten Chlorella heliozoae SAG-Viren zu verschiedenen Jahreszeiten ihren Höhepunkt und zeigten im Vergleich zu den NC64A- und Syngen-Viren im Allgemeinen eine größere Variabilität der Titer.
Darüber hinaus zeigten Studien, dass Chloroviren eine gewisse Widerstandsfähigkeit gegen den winterlichen Temperaturabfall aufweisen, was durch das Vorhandensein von infektiösen Partikeln (Virionen) unter Eisschichten in einem Regenwassermanagement-Teich in Ontario, Kanada, belegt ist. DeLong et al. vermuten 2016, dass Verfolgung durch kleine Krebstiere (Crustaceen) eine indirekte Rolle bei der Titerfluktuation spielen kann. Der Abbau von Protistenzellen, die den Verdauungstrakt der Krebstiere passieren, könnte zu einer Freisetzung einer großen Anzahl der einzelligen Algen führen, die – aufgrund des weggefallenen Endsymbiose-Wirts – anfällig für eine Virusinfektion werden. In Konsequenz hängt die saisonale Häufigkeit von Chloroviren nicht nur von der eigenen Wirtsart ab, sondern auch von vielen anderen Mikroorganismen, dem allgemeinen Nährstoffstatus und ökologischen Rahmenbedingungen.
In ihrer Gesamtheit können Chloroviren über den Phytoplanktonumsatz globale biogeochemische Zyklen beeinflussen. Bekannterweise verursacht Chlorella zusammen mit anderen Arten mikroskopischer Algen und Blaugrünbakterien (Cyanobakterien) wie Microcystis aeruginosa toxische Algenblüten, die in der nördlichen Hemisphäre (Erdhälfte) üblicherweise von Februar bis Juni dauern. Dies führt zu Sauerstoffmangel und in der Folge zum Tod größerer Organismen in den Süßwasserlebensräumen.
Lytische (d. h. zellzerstörende) Infektion einzelliger Algen durch Chloroviren führt zum Abbruch der Algenblüten und anschließender Freisetzung des in den Algenzellen enthaltenen Kohlenstoffs, Stickstoffs und Phosphors, die verdünnt letztendlich der Nahrungskette wieder zugeführt werden.

## Aufbau

Schemazeichnung eines Virions der Gattung Chlorovirus, Familie Phycodnaviridae (Querschnitt und Seitenansicht, ohne Dorn und Vertex)
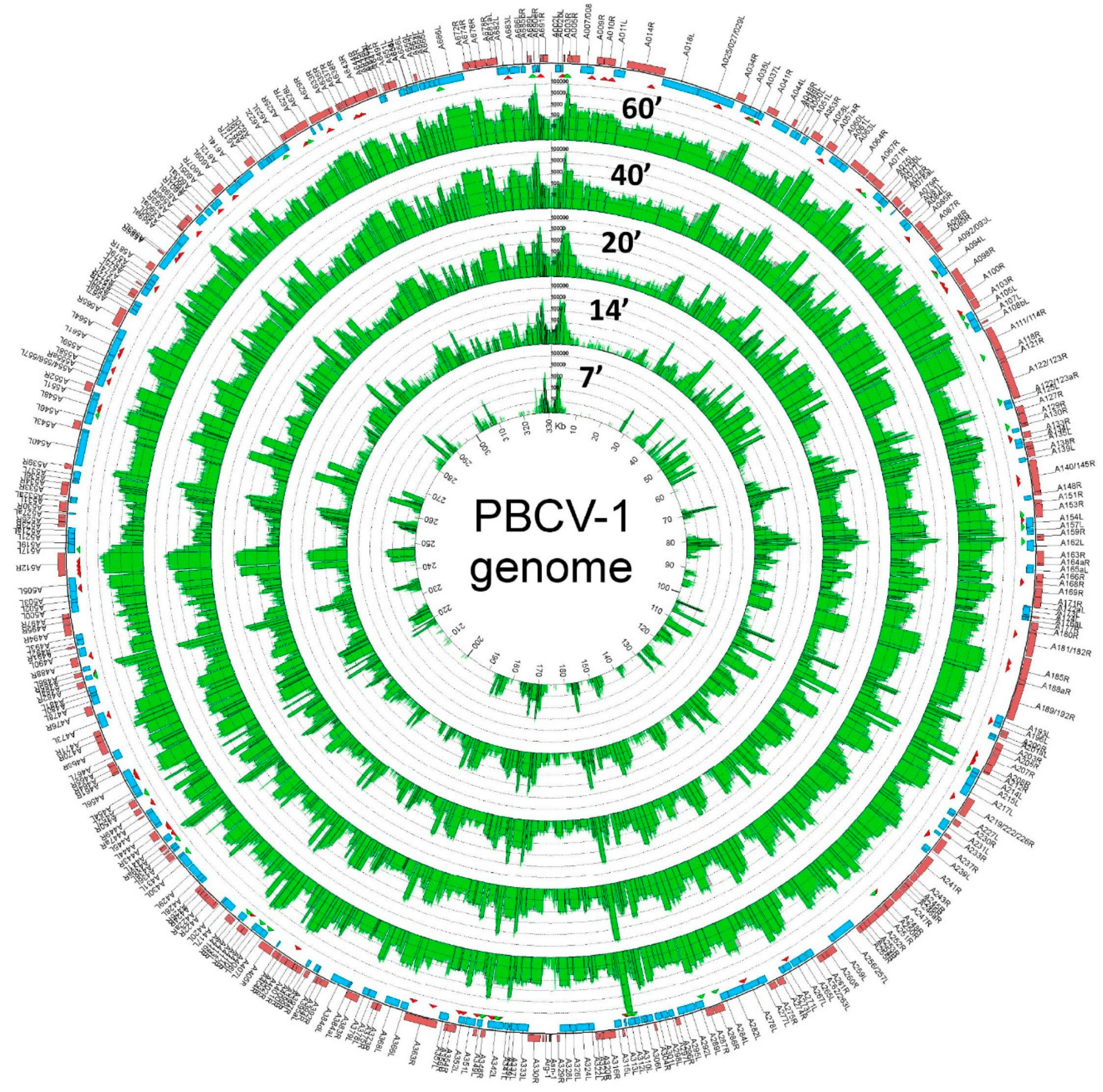
Genomkarte von PBCV-1.[1][Anm. 1]
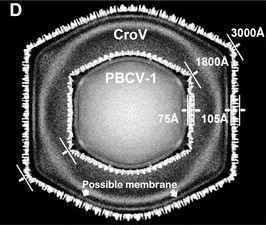
Querschnitt der Kryo-EM-Darstellung des Cafeteriavirus CroV, überlagert mit der des Chlorovirus PBCV-1. CroV hat einen größeren Durchmesser der Virionen (300 nm vs. 180 nm) und seine Kapsidschicht ist dicker (10,5 nm vs. 7,5 nm). Umrechnung 10 Å = 1 nm[73][Anm. 1]

Die Virionen der Gattung Chlorovirus haben eine Hülle mit ikosaedrischer oder sphärischer Geometrie und eine Symmetrie (Triangulationszahl) T=169. Der Durchmesser beträgt ca. 100–220 nm. Das Genom ist linear, in der Regel einfach vorhanden und besteht aus doppelsträngiger DNA (dsDNA), mit einer Länge von etwa 330 kb. Die dsDNA ist geschlossen mit einer Hairpin (Haarnadelstruktur) am Ende. Es gibt oft mehrere hundert ORFs (offene Leserahmen, englisch 'open reading frames').
Die Gattung der Chloroviren kodiert in ihrer Gesamtheit in Summe 632 Proteinfamilien, jedes einzelne Virus hat jedoch nur 330–416 Gene, die Proteine kodieren. Chloroviren enthalten in bestimmten Abschnitten ihrer DNA-Sequenz methylierte Basen. Einige Chloroviren enthalten auch Introns und Inteine, obwohl dies innerhalb der Gattung selten ist.
- Die Typenspezies Paramecium bursaria Chlorella virus 1 (PBCV-1) hat einen Durchmesser von 190 nm und eine Fünffach-Achse.[66][74] Die Verbindungsstelle seines Kopfes weist einen hervorstehenden Dorn (Spike) auf. Dies ist der erste Teil des Virions, das seinen Wirt kontaktiert.[67] Die Kryo-EM-Aufnahmen von PBCV-1 zeigen die lange schmale zylindrische Spike-Struktur an einem Scheitelpunkt (Vertex) und eine innere Membran (grün), die das Virus-Genom asymmetrisch umgibt.[1] Das äußere Kapsid bedeckt eine einzelne Membran aus einer Lipid-Doppelschicht, die aus dem endoplasmatischen Retikulum des Wirts gewonnen wird.[74] Die Genomlänge beträgt 330.611 bp, dabei werden vorhergesagt 802 Proteine kodiert. Der GC-Gehalt liegt bei 40 %.[75] Einige Kapsomere auf der äußeren Hülle haben Fasern, die vom Virusteilchen abstehen und die Anheftung an den Wirt unterstützen (vgl. Mimivirus).[66][67][76]

- Acanthocystis turfacea Chlorella virus 1 (AtCV-1, Spezies Chlorovirus heliozoae) hat eine Genomlänge von 288.047 bp, es werden vorhergesagt 860 Proteine kodiert und der GC-Gehalt beträgt 49 %.[75]

## Replikationszyklus

Die frühen Stadien einer PBCV-1-Infektion von Chlorella ähneln der Infektion von Bakterien mit Phagen der Ordnung Caudovirales.[77][Anm. 1]
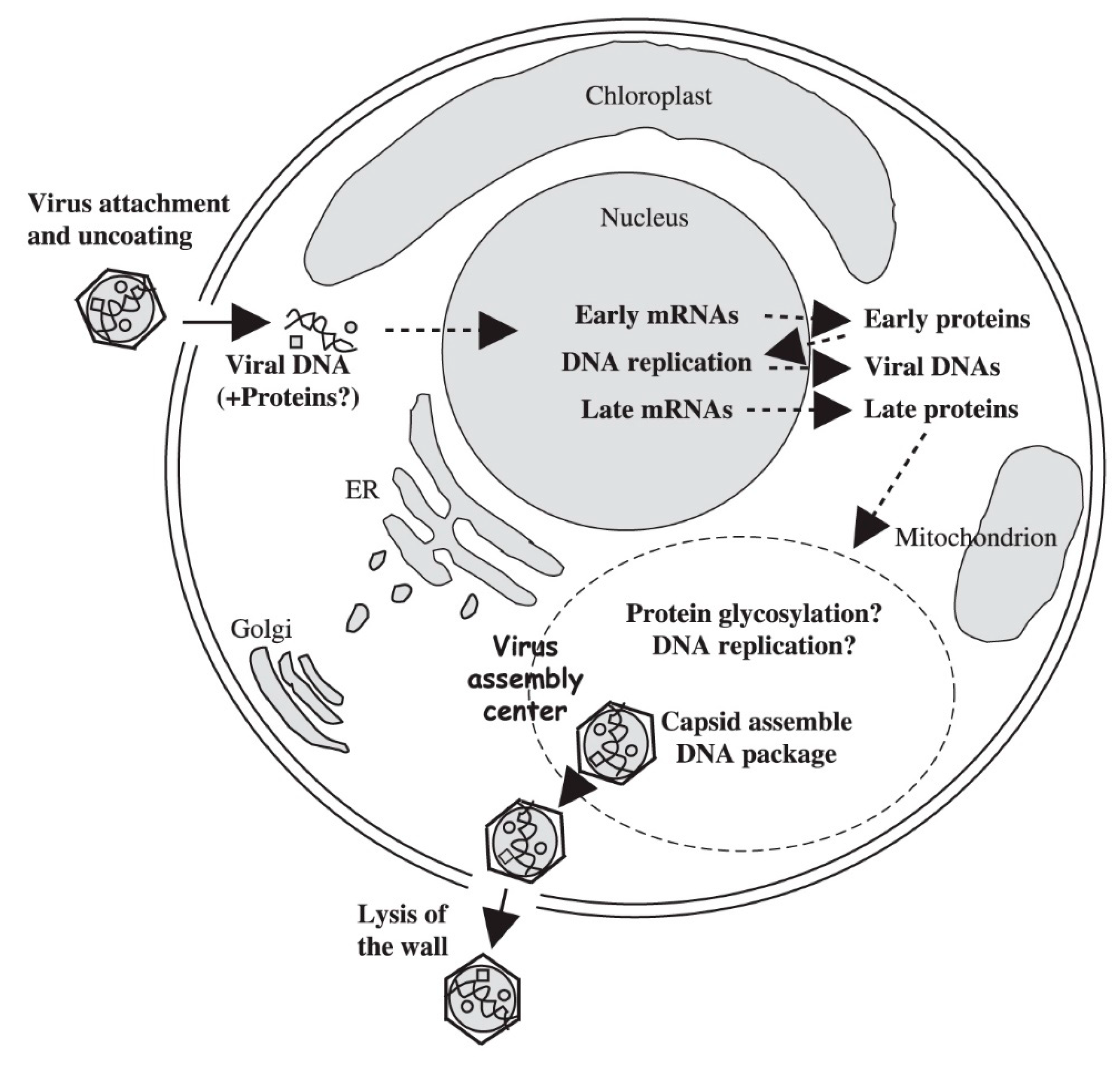
Vorgeschlagener Replikationszyklus von PBCV-1.[1][Anm. 1]
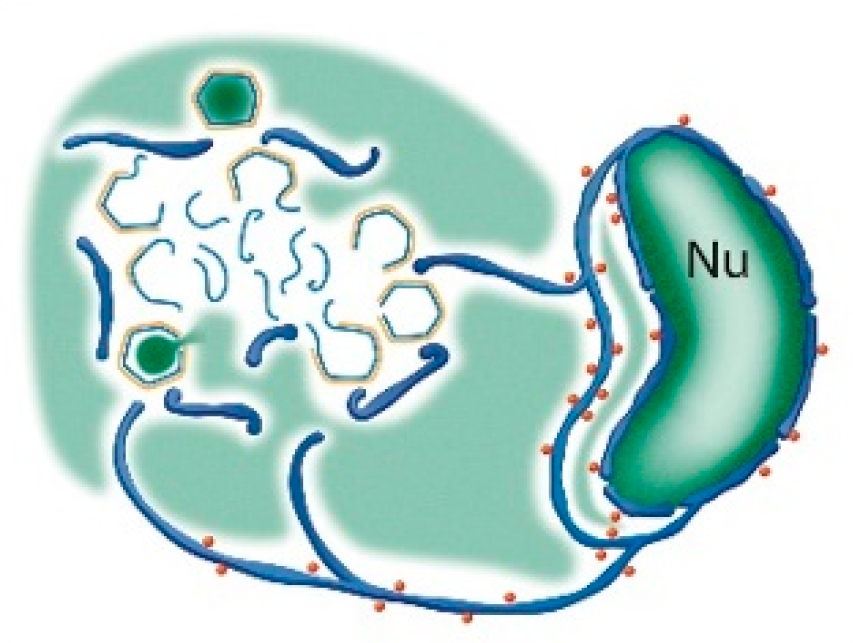
Ein Modell der Assemblierung von PBCV-1 zu infektiösen Partikeln. Es zeigt die aus dem Zellkern (Nu) abgeleiteten Zisternen (englisch cisternae), die mit Ribosomen (rote Kügelchen) dekoriert sind. Sie dienen in den viralen Assemblierungszentren als Vorläufer (dunkelblau) für einlagige virale Membranen (hellblau), d. h. als Kapsidstrukturen.[1][Anm. 1]
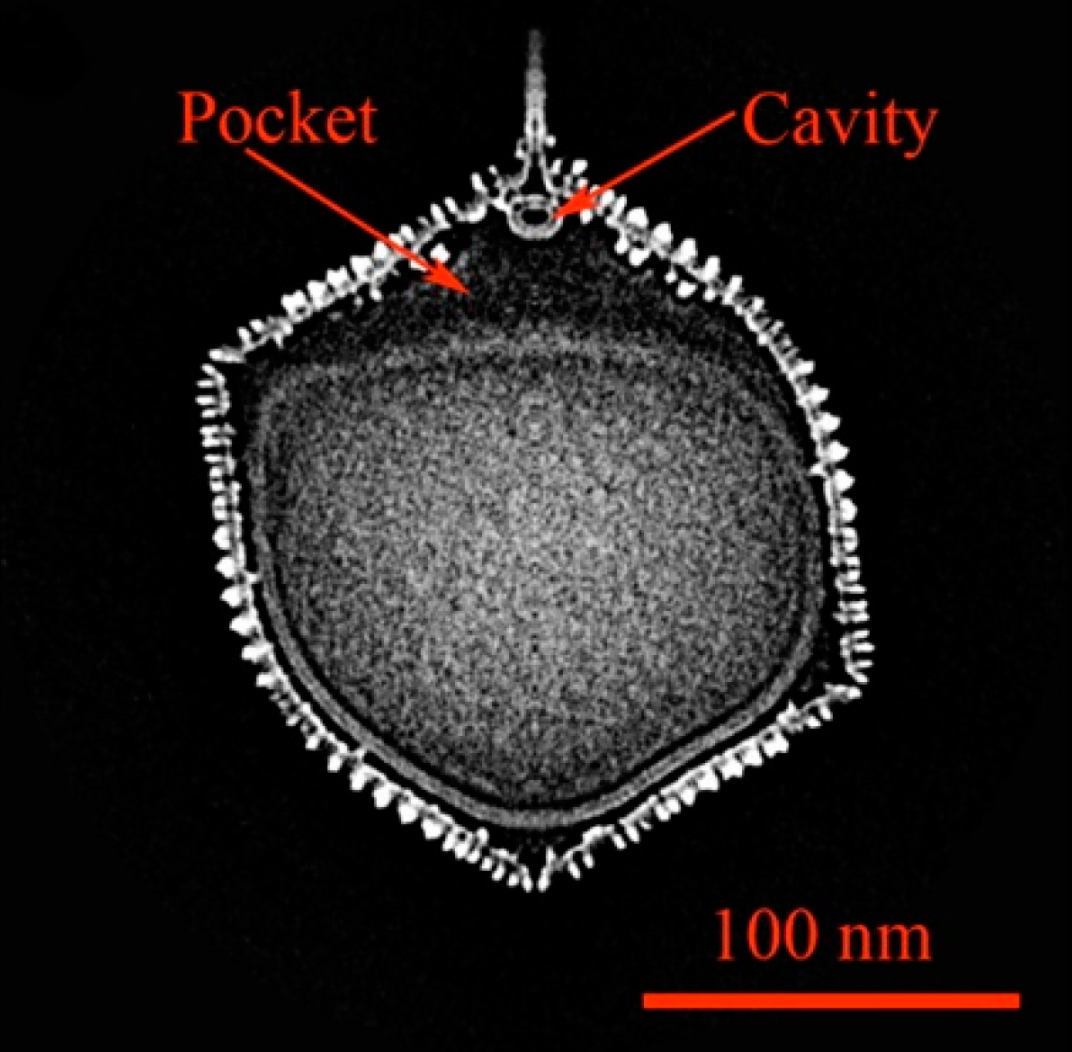
Kryo-EM-Querschnitt eines Kapsids von PBCV-1. Zwischen der inneren Membran und dem einzigen Scheitelpunkt (Vertex) befindet sich eine Tasche und am Boden des Spikes ein Hohlraum.[1][Anm. 1]
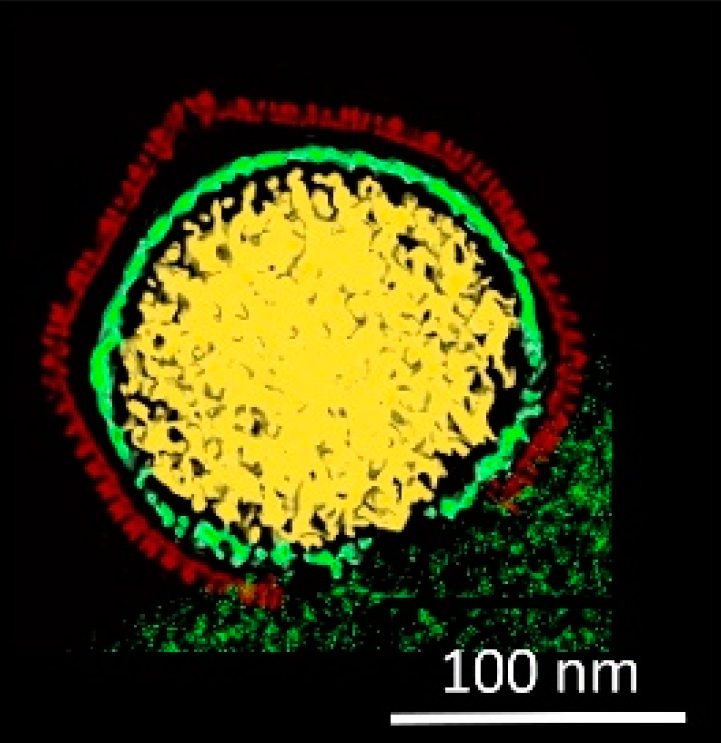
Kryo-EM-Querschnitt eines Kapsids von PBCV-1, das gerade seine DNA in die Wirtszelle freisetzt.[1][Anm. 1]
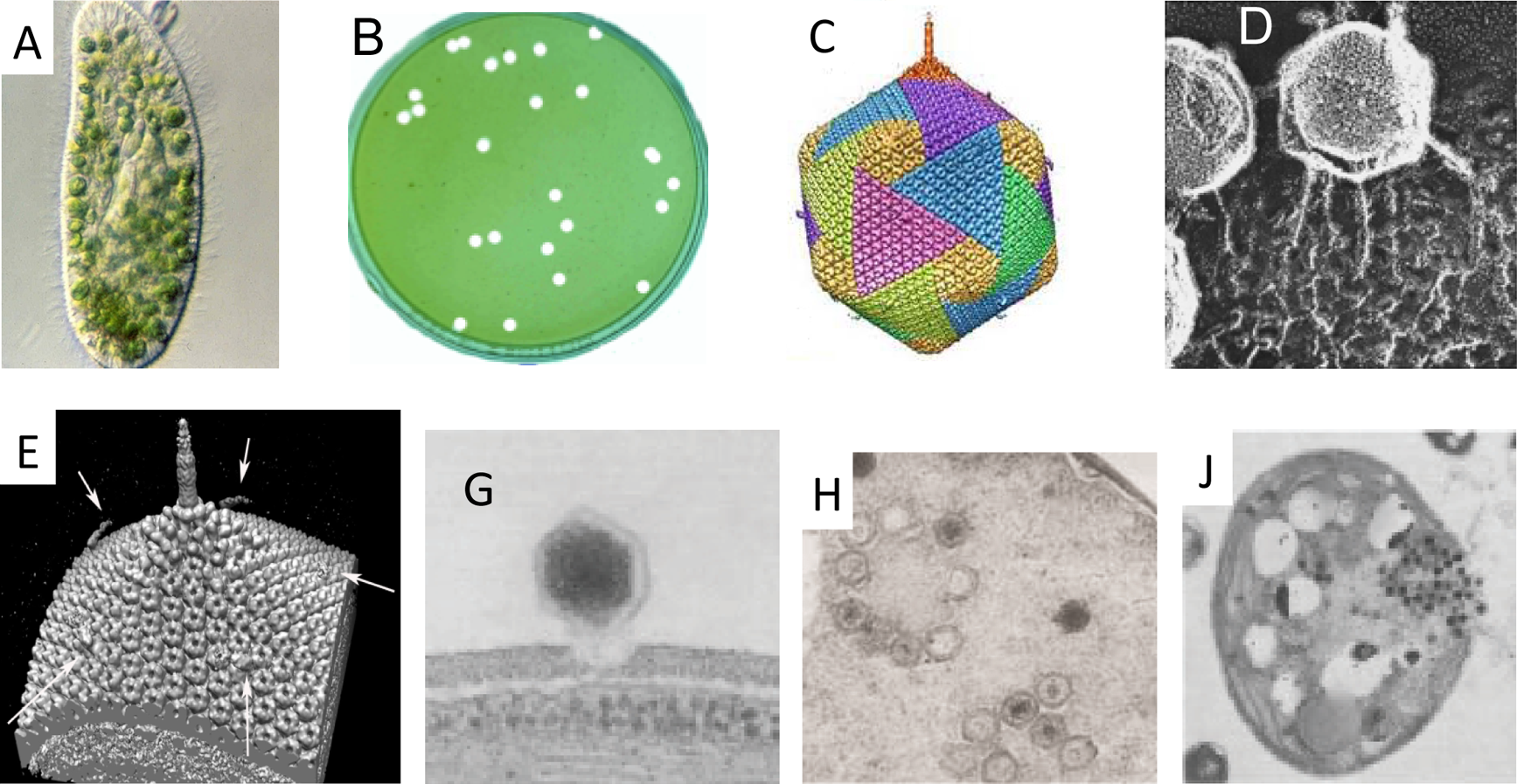
Chlorella-Zellen und Paramecium bursaria Chlorella virus 1 (PBCV-1)

Bei Paramecium bursaria chlorella virus 1 (PBCV-1), dem Prototyp des Chlorovirus, berührt zunächst der Dorn (Spike) die Zellwand des Wirts. und wird dann durch Fasern unterstützt, um das Virusteilchen (Virion) am Wirt zu sichern. Die Anlagerung von PBCV-1 an seinen Rezeptor ist sehr spezifisch und schränkt den Bereich der möglichen Wirte stark ein. Virusassoziierte Enzyme ermöglichen den Abbau der Wirtszellwand und die interne Membran des Virus verschmilzt mit der Wirtsmembran. Diese Fusion ermöglicht den Transfer der Virus-DNA und von viralen Proteinen in die Wirtszelle und löst auch eine Depolarisation der Wirtsmembran aus.
Da PBCV-1 kein Gen für RNA-Polymerase besitzt, wandern seine DNA und viralen Proteine in den Zellkern, wo die Transkription 5–10 Minuten nach der Infektion beginnt. Es wird angenommen, dass diese schnelle Transkription durch ein Protein ermöglicht wird, das den Transfer der DNA in den Zellkern bewerkstelligt und durch das PBCV-a443r-Gen kodiert wird. Es ähnelt Proteinen, die am Durchschleusen durch die Kernmembran in Säugetierzellen beteiligt sind.
In dieser frühen Infektionsphase sinkt die (eigene) Transkriptionsrate des Wirts, und die Transkriptionskomponenten des Wirts werden zur Transkription der neuen viralen DNA umprogrammiert. Minuten nach der Infektion beginnt der Abbau der chromosomalen DNA des Wirts. Es wird vermutet, dass dies durch PBCV-1-kodierte und verpackte DNA-Restriktionsendonukleasen erfolgt. Durch den Abbau der chromosomalen Wirts-DNA kommt die Transkription des Wirts zum Erliegen.
Die virale DNA-Replikation beginnt nach 60 bis 90 Minuten. Etwa 2–3 Stunden nach der Infektion beginnt der Zusammenbau der Virushüllen (Kapside). Dies tritt in lokalisierten Regionen des Zytoplasmas auf, wobei die Viruskapside 3–4 Stunden nach der Erstinfektion beobachtbar sind. 5–6 Stunden nach der PBCV-1-Infektion füllt sich das Zytoplasma der Wirtszelle mit infektiösen Viruspartikeln (der Nachkommenschaft). Kurz danach (6–8 Stunden nach der Infektion) setzt die lokalisierte Lyse (Auflösung) der Wirtszelle diese Nachkommen frei. Aus jeder infizierten Zelle werden ca. 1000 Viruspartikel freigesetzt.

## Infektion beim Menschen
Kürzlich wurde Chlorovirus ATCV-1-DNA in menschlichen Pharynx-Proben gefunden. Bis dato war nicht bekannt, dass das Chlorovirus Menschen infizieren könnte, daher ist das Wissen über Infektionen bei Menschen noch sehr begrenzt. Infizierte Personen hatten ein verzögertes Gedächtnis und verringerte Aufmerksamkeit sowie eine verminderte visuelle Verarbeitung und visuelle Motorik. Dies führte insgesamt zu einem Rückgang der Fähigkeit, Aufgaben basierend auf Sehen und räumlichem Denken durchzuführen.
Die Studien zur Infektion von Mäusen mit ATCV-1 zeigten bei infizierten Tieren Veränderungen im Cdk5-Signalweg, der das Lernen und die Gedächtnisbildung unterstützt, sowie Veränderungen der Genexpression im Dopamin-Signalweg. Infizierte Mäuse erwiesen sich zudem als weniger sozial und interagierten weniger mit neu eingeführten Begleitmäusen als die gesunde Kontrollgruppe. Sie verbrachten längere Zeit in einem lichtexponierten Bereich der Testkammer, wohingegen die Kontrollmäuse wie üblich die dunkle Seite bevorzugten und das Licht mieden. Dies deutet auf eine Abnahme der Angstzustände bei einer ATCV-1-Infektion hin. Die Testmäuse waren auch weniger in der Lage, ein Objekt zu erkennen, das von seiner vorherigen Position verschoben worden war, was eine Abnahme des räumlichen Referenzspeichers belegt. Wie beim Menschen nimmt die räumliche Aufgabenfähigkeit des Sehzentrums ab.